# Pays-Bas des Habsbourg
Pour les articles homonymes, voir Pays-Bas (homonymie).
1482–1556
Entités précédentes :
- Pays-Bas bourguignons
- Principauté d'Utrecht
- Frise occidentale
- Frise orientale
- Ommelanden
- Tournaisis

Entités suivantes :
- Pays-Bas espagnols

Les Pays-Bas des Habsbourg ou Pays-Bas habsbourgeois sont le nom parfois donné aux seigneuries et principautés des Pays-Bas historiques (les Dix-Sept Provinces) placées sous la souveraineté des Habsbourg du XVe au XVIIIe siècle. La majeure partie de ces territoires a été réunie par les ducs de Bourgogne de la maison de Valois au sein des Pays-Bas bourguignons. Les Habsbourg en héritent en 1482 à la suite du mariage, en 1477, de Maximilien Ier et de Marie de Bourgogne. En 1555, l'empereur Charles Quint abdique et cède ses droits à son fils, Philippe, qui hérite également de l'Espagne l'année suivante. Dès lors, on parle plus fréquemment de « Pays-Bas espagnols ». En 1581, les provinces du nord font sécession et forment les Provinces-Unies, avant qu'une partie des Pays-Bas méridionaux ne soit conquise, au XVIIe siècle, par Louis XIV. Les provinces restantes forment, au XVIIIe siècle, les Pays-Bas autrichiens, sous la souveraineté des Habsbourg d'Autriche, après l'avènement des Bourbon en Espagne.
Les Pays-Bas habsbourgeois couvriraient approximativement aujourd'hui l'espace du Benelux (auquel il faut ajouter une partie du Nord de la France et dont il faut retirer la principauté ecclésiastique de Liège [qui à l'époque inclut le duché de Bouillon et s'étend de Horn au nord à Givet au sud] et celle de Stavelot-Malmédy).

## Naissance des Pays-Bas habsbourgeois et évolution dynastique
En 1477, Maximilien de Habsbourg en prend le contrôle, en tant que duc consort, en se mariant avec Marie de Bourgogne, dernière princesse de la maison de Valois-Bourgogne. Leurs descendants s'y maintiennent jusqu'en 1795.
Louis XI de France avait également des visées sur ces États, parmi les plus riches de l'Europe du XVe siècle. À l'aube du XVIe siècle, l'ensemble des Pays-Bas regroupe 303 villes, 6 579 villages et environ deux millions d'habitants.
La succession de Marie fut ainsi à l'origine de nombreux conflits entre les rois de France et les Habsbourg. Les Pays-Bas des Habsbourg deviennent les Pays-Bas espagnols avec la Pragmatique Sanction de 1549 et l'abdication de l'empereur et roi Charles Quint le 16 janvier 1556.
Les rois de France et la dynastie des Habsbourg firent valoir leurs droits respectifs jusqu'à la signature du traité de Nimègue, en 1678, qui fixa la frontière avec la France.

## La fin de l'État bourguignon
Depuis le XIVe siècle, les ducs de Bourgogne avaient créé et organisé les Pays-Bas. Mais leur domaine était fragile : si une grande partie des Pays-Bas bourguignons étaient des fiefs du Saint-Empire germanique, l'Artois et la Flandre relevaient du royaume de France, de même que le duché de Bourgogne.
Le dernier duc de la maison, Charles le Téméraire, mourut le 5 janvier 1477 à Nancy au cours de la bataille de Nancy contre le duc de Lorraine. Son unique héritière était sa fille Marie, alors âgée de 19 ans.
Marie chercha l'appui des États généraux des Pays-Bas. Ceux-ci étaient favorables à un rapprochement avec les Habsbourg, déjà envisagé par le Téméraire, pour contrecarrer Louis XI qui était déjà en train d'envahir le duché et le comté de Bourgogne, l'Artois et la Flandre. Mais les Pays-Bas étaient en crise : les villes se révoltaient contre le centralisme économique et administratif voulu par les ducs. Marie, menacée, octroya aux États généraux le 11 février 1477 une charte de droits : le Grand Privilège.
Toujours la même année, la belle-mère de Marie, Marguerite d'York, organisa son mariage avec Maximilien de Habsbourg.
Mais la fille de Charles le Téméraire ne régna que cinq ans. Le 27 mars 1482, Marie mourut à 25 ans à la suite d'une chute de cheval. Elle fut enterrée à l'église Notre-Dame de Bruges.

## La succession de Marie de Bourgogne
L'État bourguignon revint à son fils, le futur Philippe le Beau alors âgé de trois ans. Son père Maximilien assura la régence, contestée par les villes flamandes.

## Le règne de Charles Quint

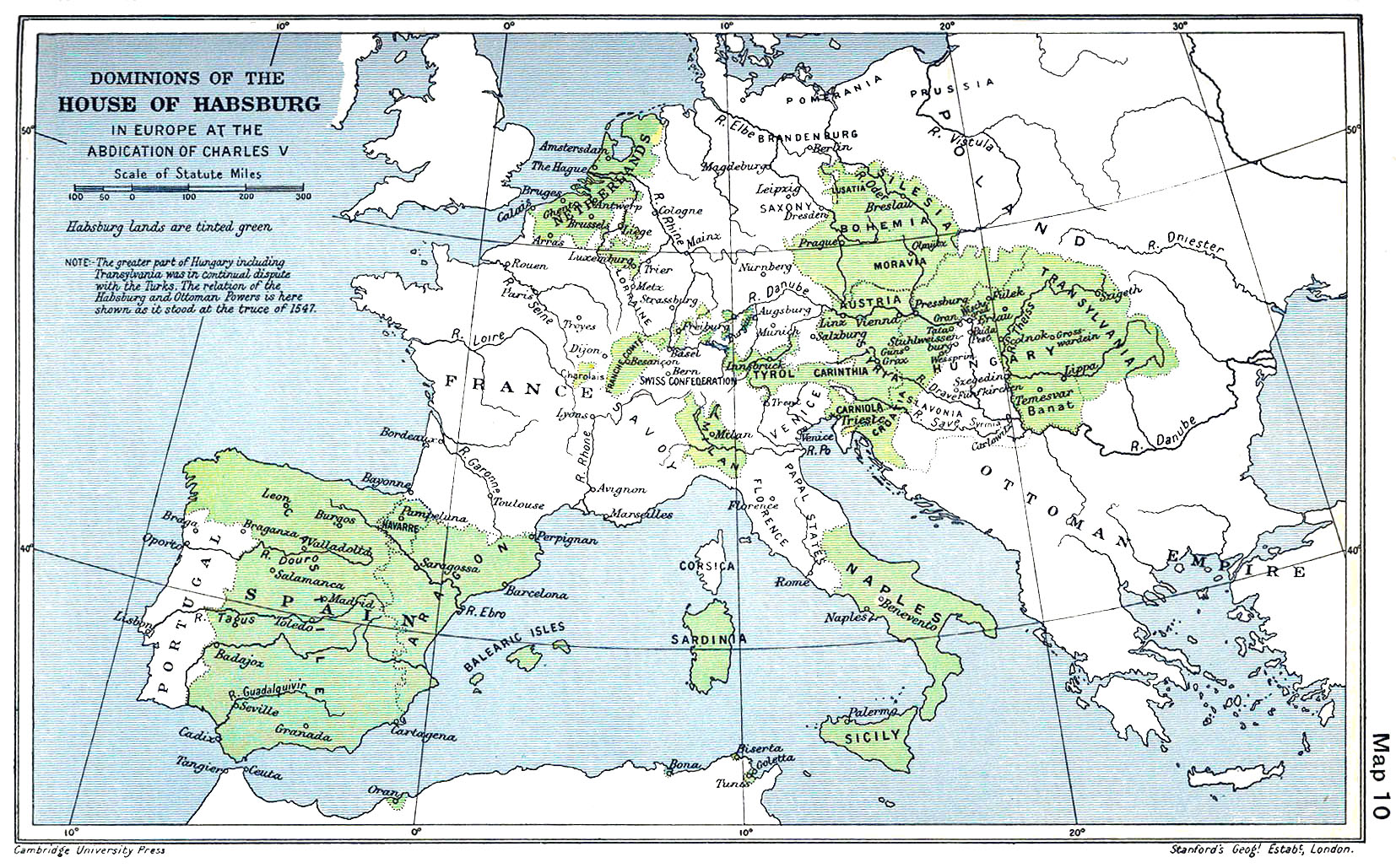
Les Pays-Bas dans l'empire de Charles Quint

Charles Quint, fils de Philippe et de Jeanne Ire d'Espagne, naquit à Gand en 1500. Il bénéficiait de l'héritage des maisons de Bourgogne, d'Autriche, d'Aragon et de Castille. Ainsi porta-t-il les titres suivants :
Souverain des Pays-Bas bourguignons, 1506
Roi d'Espagne (Aragon et Castille), 1516
Roi de Sicile, 1516
Archiduc d'Autriche, 1519
Empereur, 1519
Roi de Naples, 1521
Charles Quint régna sur les Dix-Sept Provinces de 1515 à 1555. Il tenta de renforcer le pouvoir central, en réduisant les libertés constitutionnelles de chaque État provincial. Et il agrandit le territoire avec les seigneuries d'Utrecht, de Frise occidentale et orientale. Il reprit aussi les provinces perdues de Groningue, Overijssel, le Gueldre et Zutphen.
Lors de l'apparition du protestantisme, il éradiqua le luthéranisme et surmonta l'anabaptisme, mais le calvinisme devint trop populaire pour qu'on puisse l'empêcher de croître. Charles Quint introduisit l'Inquisition aux Pays-Bas, et les premiers martyrs de la Réforme, Henri Voes et Jean Van Eschen furent brûlés sur la Grand-Place de Bruxelles en juillet 1523.
La Réforme et l'Inquisition qui s'ensuivit eurent des conséquences sans précédent sur les Provinces des Pays-Bas et leurs citoyens.

## Transmission à la couronne d'Espagne
En 1549, Charles Quint fit signer la Pragmatique Sanction par les États généraux des Pays-Bas afin de s'assurer que le contrôle des Dix-Sept Provinces resterait aux mains des Habsbourg.
Le 25 octobre 1555, affaibli par la vieillesse et les maladies, aigri par les revers, l'empereur abdiqua solennellement, dans la grande salle du palais du Coudenberg à Bruxelles, mettant fin à son règne en tant que duc de Bourgogne. Les Pays-Bas, puis le comté de Bourgogne (Franche-Comté), allèrent à son fils Philippe.
Parmi les grands dignitaires présents étaient la reine Marie de Hongrie, régente des Pays-Bas, et l'archiduc Maximilien de Savoie, le cardinal de Granvelle, évêque d'Arras, et plusieurs membres des États généraux dont le comte d'Egmont, le comte de Hornes et Guillaume d'Orange.
Quelques mois plus tard, le 16 janvier 1556, il transmit également à son fils Philippe son héritage espagnol, tandis que les possessions autrichiennes et la dignité impériale, après élection (24 mars 1558), revinrent à son frère cadet Ferdinand Ier.